# Global Humanitaria
Global Humanitaria es una organización independiente, laica y plural, que mediante la cooperación internacional, trabaja para favorecer procesos participativos de desarrollo que garanticen la igualdad de oportunidades de las personas y los pueblos. Presta especial atención a la infancia, trabajando para garantizar los derechos de los niños y para que éstos conozcan y aprendan a defender sus derechos
La organización fue fundada en 1999 en España. En los años pasados trabaja actualmente en 8 países en América Latina, Asia y África. En 2009 celebró su décimo aniversario.

## Estatus jurídico
Global Humanitaria es una asociación inscrita con el número 585703 en el Registro Nacional de Asociaciones del Ministerio del Interior. También está inscrita en el Registre d'Associacions del Departamento de Justicia de la Generalidad de Cataluña.
Para el ejercicio de su actividad, Global Humanitaria figura en el Registro de Organizaciones no Gubernamentales de Desarrollo de la Agencia Española de Cooperación Internacional para el Desarrollo (AECID).

## Áreas de Intervención
Educación
El acceso a la educación es un Derechos Humanos y la herramienta más efectiva de lucha contra la pobreza y la exclusión social. Con esa premisa, Global Humanitaria promueve la Educación Primaria, reducir el absentismo escolar y el analfabetismo y fomentar políticas educativas locales. Así, distribuimos material escolar, construimos o mejoramos infraestructuras escolares y dotamos a las escuelas de equipamiento adecuado. También llevamos a cabo programas de formación para maestros, personal educativo, familias y miembros de la comunidad, para reforzar su capacidad de mejorar su calidad de vida y la de los niños..
Salud
La salud constituye una condición indispensable para que progresen los pueblos y amplía las capacidades de las personas. Global Humanitaria promueve proyectos para impulsar la universalización del acceso a la salud básica gratuita, llevados a cabo en colaboración con las administraciones locales.
Seguridad Alimentaria
Global Humanitaria impulsa el acceso a la seguridad alimentaria de la población más vulnerable en colaboración con agentes locales y con el Programa Mundial de Alimentos. Así, la entidad desarrolla proyectos para el fortalecimiento de las redes institucionales y comunitarias alrededor de la seguridad alimentaria. El objetivo de Global Humanitaria es mejorar la nutrición de la población, dando prioridad a los niños en edad escolar. Los comedores escolares son el centro de la acción en esta área, adonde acuden miles de niños y niñas de primaria. Los comedores se gestionan en colaboración con las familias y de las comunidades con el fin de hacerlos progresivamente autosostenibles. Este programa nos permite a la vez mejorar la asistencia escolar para reducir el ausentismo escolar.
Gobierno y sociedad civil
Los proyectos de cooperación en el ámbito de la formación tienen como objetivo promover una ciudadanía activa y participativa, que pueda decidir y orientar su propio desarrollo. Mediante la formación en derechos, Global Humanitaria contribuye al empoderamiento de minorías tradicionalmente excluidas de la toma de decisiones públicas: las mujeres y los niños, grupos étnicos minoritarios y poblaciones indígenas.
Defensa de los Derechos Humanos
La defensa de los Derechos Humanos, en especial en lo que concierne a la integridad física y moral de los menores de edad, es un sector de trabajo que incorpora la realización de proyectos in situ y campañas de información y sensibilización que apoyen el respeto al ejercicio universal de estos Derechos.
Mujer y desarrollo
Global Humanitaria lleva a cabo programas de capacitación, principalmente en zonas rurales o urbano -marginales, con el fin que las mujeres conozcan sus derechos y la manera de reclamarlos, para fortalecer su participación en la construcción de políticas públicas. Ofre apoyo y asesoramiento a emprendedoras e informamos sobre cuestiones básicas de salud, sexualidad, nutrición y violencia intrafamiliar. Esta área de intervención impulsa el empoderamiento de la mujer a través de la defensa del pleno ejercicio de sus derechos tales como el acceso a la educación, a la salud y a los recursos productivos.
Construcción de la Paz
Las situaciones de privación de derechos están en el origen y en las consecuencias de conflictos armados en muchos países. Algunos de los proyectos de Global Humanitaria tienen como prioridad contribuir al desarrollo de la paz, la justicia, la equidad y la seguridad en situaciones de conflicto y postconflicto, a través de la defensa de los Derechos Humanos y del empoderamiento de la sociedad civil.

## Zonas de Trabajo
Bolivia, Camboya, Colombia, Costa de Marfil, Guatemala, India, Jordania y Perú.

## Campañas
El respeto a los Derechos Humanos y la mejora en las condiciones de vida de los países en vías de desarrollo exigen un cambio en las actitudes y los comportamientos de los ciudadanos de los países desarrollados.
Global Humanitaria actúa sobre las actitudes y los comportamientos de los ciudadanos y las empresas, a las que aporta información sobre la situación de los Derechos Humanos y las causas y consecuencias de la pobreza.
La organización mantiene campañas informativas contra el Trabajo infantil (El Trabajo no es cosa de niños) y la explotación sexual de los niños y niñas (Había una vez un niño) Estas campañas incluyen la creación de exposiciones, audiovisuales y documentales, y la realización de sesiones informativas.
Global Humanitaria promueve también iniciativas mixtas de sensibilización y captación de recursos como Cestas contra el Hambre, a favor de la nutrición infantil, y Dona y Construye, para la construcción de infraestructuras y actividades escolares, como escuelas, comedores y huertos pedagógicos.
Con el objetivo de sensibilizar y promover el cambio de actitudes, Global Humanitaria ha creado varias exposiciones y audiovisuales sobre la vulneración de Derechos humanos, entre las cuales Próxima Estación: Calcuta, sobre la realidad de los niños de la calle, Miradas: del Pacífico al Índico, sobre la diversidad cultural, "Pacífico Olvidado", sobre la población afrodescendiente y "Ashaninka: memoria herida", sobre minorías indígenas.

## Apadrinamiento
El apadrinamiento, tal como lo define Global Humanitaria, es un vínculo personal solidario que une al socio colaborador de Global Humanitaria, -llamado padrino o madrina- con uno o varios niños o niñas que viven en zonas donde la organización desarrolla sus proyectos. Se concreta mediante el pago de una cuota mensual que se destina a la financiación de proyectos comunitarios.
Las personas que apadrinan contribuyen a mejorar las posibilidades de niños y adultos, y a que personas en todo el mundo conozcan y pueden ejercer sus derechos. Al mismo tiempo, el apadrinamiento facilita un vínculo personal para observar en primera persona los efectos de esta colaboración.
Los niños apadrinados por colaboradores de Global Humanitaria –personas individuales o empresas- tienen entre 3 y 16 años y cursan alguno de los niveles equivalentes a la educación primaria o secundaria de sus países.
Global Humanitaria lleva a cabo proyectos de desarrollo comunitario en sus zonas de trabajo, con independencia del número de los niños apadrinados en cada una de ellas.
La persona que apadrina recibe una fotografía y una información básica del menor apadrinado. Global Humanitaria también envía un mínimo de un dibujo o carta cada año.
En función del interés del padrino, existe la posibilidad de que el vínculo sea recíproco. La relación de apadrinamiento puede entonces incluir el intercambio voluntario de correspondencia y la posibilidad de conocer personalmente al niño apadrinado si el padrino se traslada al país en que este reside, para lo cual la organización facilita el contacto.